# Билоу, Дуэйн
Дуэйн Артур Билоу (англ. Duane Arthur Below, 15 ноября 1985, Бриттон) — американский бейсболист, питчер клуба независимой Атлантической лиги «Сомерсет Пэтриотс». Также известен по выступлениям в Главной лиге бейсбола, корейской и японской лигах.

## Карьера
Билоу родился 15 ноября 1985 года в Бриттоне, штат Мичиган. Он окончил старшую школу Бриттон-Мейкон, после чего поступил в общественный колледж Лейк-Мичиган. В 2006 году на драфте МЛБ Дуэйн был выбран клубом «Детройт Тайгерс» в шестнадцатом раунде. В Главной лиге бейсбола за клуб он дебютировал в июле 2011 года. За два сезона в составе «Детройта» Билоу провёл на поле 75 1/3 иннинга с пропускаемостью 4,06. В апреле 2013 года Тайгерс выставили его на драфт отказов, после чего он перешёл в «Майами Марлинс».
В основном составе «Майами» он закрепиться не сумел, проведя большую часть времени в фарм-клубе ААА-лиги «Нью-Орлеан Зефирс». Перед перерывом на Матч всех звёзд Дуэйн подписал контракт с корейским клубом «Киа Тайгерс», в котором отыграл оставшуюся часть сезона 2013 года, одержав три победы при двух поражениях с пропускаемостью 4,02. Перед началом сезона 2014 году Билоу вернулся в «Детройт» и был направлен в команду младшей лиги «Толидо Мад Хенс».
В составе «Мад Хенс» Дуэйн выходил на поле в роли стартового питчера команды, одержав восемь побед при пяти поражениях. В феврале 2015 года он подписал контракт младшей лиги с клубом «Нью-Йорк Метс». В системе нью-йоркского клуба Билоу провёл два года, сыграв в тридцати пяти матчах ААА-лиги за «Лас-Вегас Фифти Уанс». В июне 2015 года он подписал контракт с японским клубом «Иокогама ДеНА Бэй Старз». Соглашение действовало до завершения сезона в японской лиге, его сумма составила 30 млн иен.
Весной 2017 года Билоу подписал контракт с клубом независимой Атлантической лиги «Сомерсет Пэтриотс». В первом своём сезоне за клуб Дуэйн выступал в качестве реливера, сыграв в сорока шести матчах и став лучшим питчером команды по пропускаемости с показателем 2,88. В 2018 году его начали задействовать как стартового питчера. Он сыграл в двадцати двух матчах, в которых одержал девять побед и потерпел шесть поражений. Билоу стал лидером клуба по числу сыгранных иннингов и побед. В обоих сезонах его приглашали для участия в Матче всех звёзд лиги. В марте 2019 года он продлил контракт с клубом на ещё один сезон.